# Melocosa fumosa
Espèce
Synonymes
- Lycosa fumosa Emerton, 1894

Melocosa fumosa est une espèce d'araignées aranéomorphes de la famille des Lycosidae.

## Distribution
Cette espèce se rencontre aux États-Unis en Alaska, au Washington et au Montana et au Canada en Colombie-Britannique et en Alberta,.

## Description
La femelle holotype mesure 16 mm.

## Publication originale
- Emerton, 1894 : Canadian spiders. Transactions of the Connecticut Academy of Arts and Sciences, vol. 9, p. 400-429 (texte intégral).